# Филомена
 Тази статия е за вида риба.  За филма от 2013 г. вижте Филомена (филм).  За бурята от 2021 г. вижте Филомена (буря).
Филомена, още Червеноока тетра (Moenkhausia sanctaefilomenae), е вид сладководна риба от семейство Харациди.

## Разпространение и местообитание
Видът е разпространен в Южна Америка, Парагвай, Източна Боливия, Източен Перу и Западна Бразилия. Също така, масово се отглеждат като аквариумни риби в Азия.

## Описание
Филомената може да достигне на дължина до 7 cm. Има сребристо до светлосиво тяло с черна опашка. Всички останали плавници са прозрачни. Горната половина на ириса е червена. Женските видове са по-закръглени от мъжките.
Продължителността на живота им е около 5 години.